# Lizzie's Dizzy Career
Lizzie's Dizzy Career è un cortometraggio muto del 1915 diretto da Horace Davey e Eddie Lyons. Prodotto dalla Nestor di David Horsley e distribuito dall'Universal Film Manufacturing Company, aveva come interpreti Eddie Lyons, Lee Moran e Victoria Forde.

## Produzione
Il film fu prodotto dalla Nestor Film Company.

## Distribuzione
Distribuito dall'Universal Film Manufacturing Company, il film - un cortometraggio a una bobina - uscì nelle sale cinematografiche statunitensi il 5 febbraio 1915.
Copia della pellicola (un positivo 35 mm) viene conservata negli archivi della Library of Congress.